# Суперстрат (музыкальный инструмент)
Суперстра́т, или Супер-страт (англ. Superstrat) — обобщённое название формы электрогитар, характеризующихся тем, что конструктивно они напоминают Fender Stratocaster, но при этом имеют от этого инструмента ряд отличий, в частности это может быть более «агрессивный» внешний вид, звукосниматели типа «хамбакер» или «сингл»,  более сложные системы вибрато (например, Floyd Rose), иное количество ладов (22-24) и прочее. Все эти нюансы позволяют задействовать суперстрат в более широком спектре музыкальных стилей и манер игры, нежели стандартный Fender Stratocaster.

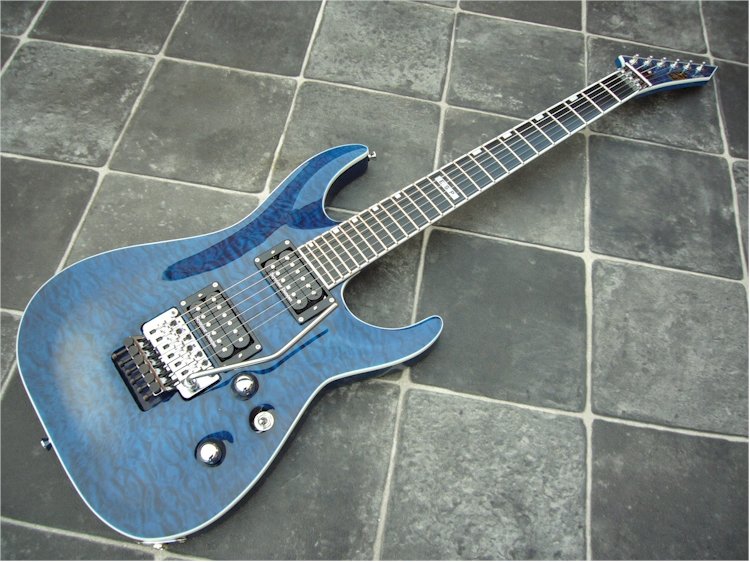
Общий вид музыкального инструмента

Термин «суперстрат» не имеет чёткого определения и обозначает результат какой-либо модификации Стратокастера с целью соответствия гитары определённому стилю игры. Эти модификации не делают суперстрат лучше оригинала, а лишь приспосабливают его под специфические нужды.

## История и описание
В конце 1970-х годов, вместе с нарастающей популярностью хэви-метала, среди музыкантов возник спрос на гитары, выполненных в стиле Stratocaster, но со сдвоенными звукоснимателями (хамбакерами), которые позволяют получить более агрессивный и плотный звук при игре с эффектом перегрузки. История появления суперстратов неразрывно связана с именем легенды гитарного мира Эдди Ван Халена, который, так и не найдя подходящего для себя инструмента, попробовал создать из своего «Стратокастера» некий гибрид: вместо шумящих и слабых синглов он поставил хамбакер «Gibson PAF», а гриф заменил на более тонкий 22-ладовый производства «Charvel» — так родился знаменитый Frankenstrat.
Примерно в одно время с Ван Халеном, ведущий гитарист группы Judas Priest Гленн Типтон начал играть на Fender Stratocaster, на котором вместо трёх стандартных звукоснимателей-синглов было установлено два хамбакера «Dimarzio Super distortion».
После этого популярность подобных гитар начала расти и в 1981 году компания «Grover Jackson» создала первый серийный суперстрат, характеристики которого позднее перешли в массовую серию «Soloist».
Начиная с 1983 года идею массового производства суперстратов подхватили такие фирмы, как «Kramer», «Yamaha», «Ibanez», «Hamer» и др. Популярность этих инструментов росла с необычайной силой — в те годы выросло целое поколение гитаристов, играющих хэви-метал и использующих скоростные приёмы игры, для реализации которых был необходим тонкий и удобный гриф и надёжно работающая тремоло-система. Разумеется, гитарные «гиганты» «Fender» и «Gibson» не смогли устоять перед натиском спроса на суперстраты и середине 1980-х годов запустили в производство ряд моделей супестратов, например, Fender Performer и Gibson US-1.
В середине 1990-х годов популярность суперстратов начала заметно падать — обычно это связывают с появлением таких музыкальных стилей, как гранж и ню-метал, которые в значительной степени вытеснили с мировой сцены классические направления хэви-метала. В связи с этим многие производители гитар, сделавших основную ставку на суперстраты («Dean», «Hamer» и некоторые другие), потерпели крах и были проданы.
Тем не менее сегодня практически все производители электрогитар продолжают выпуск суперстратов. Особое место занимают 7-струнные инструменты, использующиеся в современных стилях тяжёлой музыки, а в последние годы набирают популярность 8-струнные инструменты с низкой фа-диез. Существует огромное множество различных комплектаций и конструкций суперстратов — с хамбакерами и с комбинациями хамбакеров и синглов, вклеенные и на болтах, из разных пород дерева и пр. На рынке доступно множество подписных серий гитар известных музыкантов. В целом суперстраты прочно занимают свою нишу, несмотря на оживлённый интерес к традиционным электрогитарам, сложившийся в последние годы.